# Syntomoza
Syntomoza är ett släkte av insekter. Syntomoza ingår i familjen rundbladloppor.
Kladogram enligt Catalogue of Life:
| Syntomoza | \| \| Syntomoza scolopiae \| \| \| \| \| \| Syntomoza unicolor \| \| \| \| |
|           | \| \| Syntomoza scolopiae \| \| \| \| \| \| Syntomoza unicolor \| \| \| \| |
|           | Syntomoza scolopiae                                                        |
|           |                                                                            |
|           | Syntomoza unicolor                                                         |
|           |                                                                            |